# Sveriges ambassad i Sarajevo

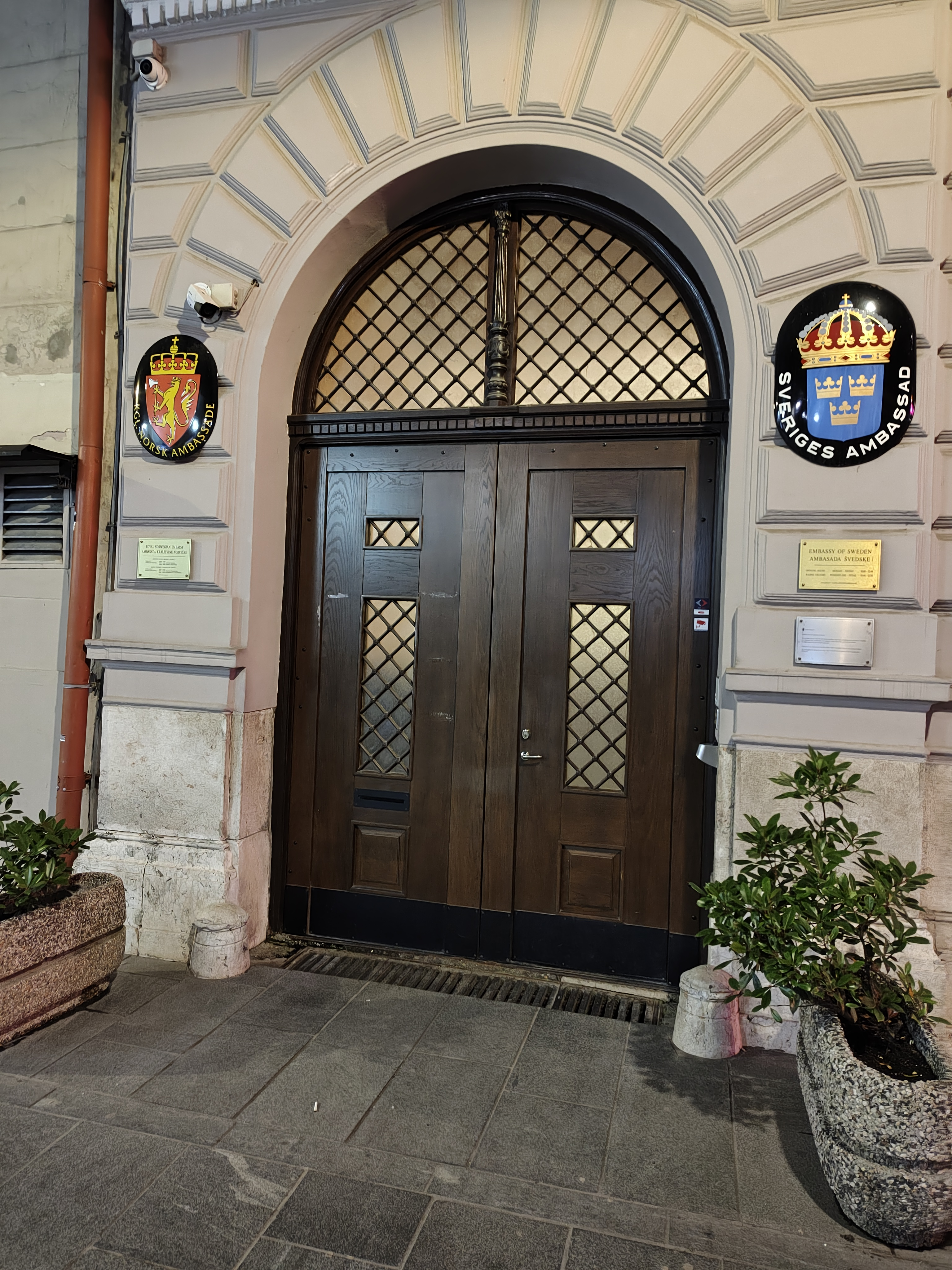
Ingången till Sveriges och Norges ambassad i Sarajevo

Sveriges ambassad i Sarajevo (bos. Ambasade Švedske u Sarajevu) är Sveriges diplomatiska beskickning i Bosnien och Hercegovina som är belägen i landets huvudstad Sarajevo. Beskickningen består av en ambassad, ett antal svenskar utsända av Utrikesdepartementet (UD) och lokalanställda. Ambassadör sedan 2023 är Helena Lagerlöf. Idag har ambassaden 10 utsända svenska och 15 lokalt anställda tjänstemän.

## Historia
Ambassaden öppnades i juni 1995 med permanent bemanning från och med 1996. En ny ambassad några hundra meter från den gamla invigdes av statsminister Göran Persson den 25 februari 1997. Även Norges beskickning finns i huset och den ursprungliga planen var att också Danmark skulle flytta in. De hoppade dock av okänd avledning av.

## Verksamhet
Personalen på ambassaden består av en ambassadör, ett ambassadråd och en förste ambassadsekreterare för biståndsverksamhet, ett ambassadråd för administrativa, konsulära och kulturfrågor, en förste ambassadsekreterare för politiska, ekonomiska och mediafrågor samt främjandefrågor, en andre ambassadsekreterare för migrationsfrågor och en tredje ambassadsekreterare för arkiv, kommunikations- och informationsfrågor. Det finns också en polissambandsman, en försvarsattaché och en assistent till denne som alla är placerade i Belgrad (Serbien) med sidoackreditering i Bosnien och Hercegovina.
Ambassaden är belägen vid Sarajevos största centrala gågata Ferhadija i en renoverad byggnad som man delar med Norges ambassad.

## Beskickningschefer

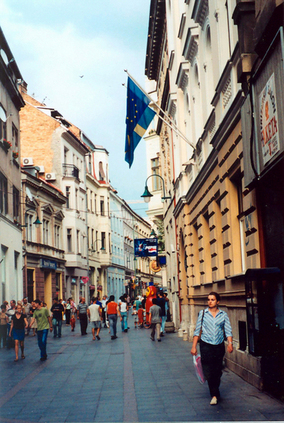
Sveriges ambassad i Sarajevo, Bosnien och Hercegovina.

| Erik Pierre        | 1994–1997 | Ambassadör |  |  |
| Nils Eliasson      | 1997–2001 | Ambassadör |  |  |
| Anders Möllander   | 2001–2005 | Ambassadör |  |  |
| Lars-Erik Wingren  | 2005–2008 | Ambassadör |  |  |
| Bosse Hedberg      | 2008–2013 | Ambassadör |  |  |
| Fredrik Schiller   | 2013–2016 | Ambassadör |  |  |
| Anders Hagelberg   | 2016–2019 | Ambassadör |  |  |
| Johanna Strömquist | 2019–2023 | Ambassadör |  |  |
| Helena Lagerlöf    | 2023–idag | Ambassadör |  |  |